# Yawal
Yawal é uma cidade  no distrito de Jalgaon, no estado indiano de Maharashtra.
Lugares em Yawal:
- Anjale
- Rajore

## Demografia
Segundo o censo de 2001, Yawal tinha uma população de 31,799 habitantes. Os indivíduos do sexo masculino constituem 52% da população e os do sexo feminino 48%. Yawal tem uma taxa de literacia de 66%, superior à média nacional de 59.5%: a literacia no sexo masculino é de 73% e no sexo feminino é de 59%. Em Yawal, 14% da população está abaixo dos 6 anos de idade.